# آمونیوم بی‌سولفات
آمونیوم بی‌سولفات (به انگلیسی: Ammonium bisulfate) با فرمول شیمیایی (NH4)HSO4 یک ترکیب شیمیایی با شناسه پاب‌کم ۱۶۲۱۱۱۶۶ است. که جرم مولی آن 115.11 g/mol می‌باشد. شکل ظاهری این ترکیب، جامد سفید است.